# Командне чемпіонство світу (WWE, 1971–2010)
Командне чемпіонство світу (1971 - 2010) – першопочатковий світовий титул командних чемпіонів з реслінгу в промоушені World Wrestling Entertainment (WWE), і третє командне чемпіонство компанії загалом. Заснований тодішньою Світовою Федерацією Реслінгу (WWWF) 3 червня 1971 року (WWF з 1979 року). Слугував єдиним титулом для команд у промоушені, доки тодішня WWF не купила промоушен-конкурент World Championship Wrestling (WCW) у березні 2001 року, котрий мав власний аналогічний титул. Обидва титули були об'єднані в листопаді 2001 року, в результаті чого чемпіонство WCW пішло у відставку, а чемпіонство WWF продовжило своє існування.
У 2002 році компанія була перейменована на WWE. Після запровадження розділення ростеру на бренди, командне чемпіонство світу стало ексклюзивним для бренду Raw, а тодішнє командне чемпіонство WWE (з квітня 2024 року носить назву командного чемпіонства світу нового зразка) було створене для бренду SmackDown. Обидва титули були об'єднані в 2009 році в Об'єднане командне чемпіонство WWE, але залишалися незалежними, допоки оригінальне командне чемпіонство світу не було виведено з експлуатації в 2010 році.